# Đức Mẹ sầu bi (Michelangelo)
Pietà (tiếng Ý: [pjeˈta]; "Đức Mẹ sầu bi"; 1498–1499) là một tác phẩm điêu khắc thời kỳ Phục Hưng của Michelangelo Buonarroti, hiện đang được đặt trong Vương cung thánh đường Thánh Phêrô, Tòa thánh Vatican. Đây là tác phẩm đầu tiên trong số các tác phẩm mang cùng chủ đề của tác giả. Bức tượng, làm bằng đá cẩm thạch Carrara, được đặt bởi Hồng y người Pháp Jean de Bilhères, như một đài tưởng niệm trong tang lễ sau này của ông, nhưng đã được chuyển đến vị trị hiện tại – nhà nguyện đầu tiên ở phía bắc lối vào của vương cung thánh đường – vào thế kỷ 18. Đây cũng là tác phẩm duy nhất mà Michelangelo từng ký tên lên.
Tác phẩm nổi tiếng này miêu tả thi thể Giê-su trên đùi Maria sau khi bị đóng đinh trên thập tự giá. Chủ đề tác phẩm có nguồn gốc Bắc Âu. Phong cách thể hiện Michelangelo về chủ đề Pietà là chưa từng có trong nghệ thuật điêu khắc Ý. Đây là một tác phẩm quan trọng vì nó cân bằng các lý tưởng Phục hưng về vẻ đẹp cổ điển với chủ nghĩa tự nhiên.
Năm 2019, một hình tượng bằng đất nung nhỏ được xác định là mô hình cuối cùng cho tác phẩm điêu khắc đã được trưng bày tại Paris.

## Miêu tả
Cấu trúc của tượng có hình kim tự tháp vởi đỉnh trùng với đầu của Maria. Càng xuống phía dưới, bức tượng dần dần rộng ra khi đến nếp chiếc váy của Maria, đến chân đế – thể hiện Đồi Sọ. Các nhân vật không thực sự cân xứng, do nó quá khó để có thể thể hiện một người đàn ông trưởng thành bằng kích thước đầy đủ nằm gọn trong lòng một người phụ nữ. Phần lớn cơ thể của Maria được che đậy bởi bộ phục trang đồ sộ của bà. Mối quan hệ của các nhân vật được thể hiện một cách khá tự nhiên. Cách miêu tả của Michelangelo về Pietà khác xa so với những tác phẩm được các nghệ sĩ khác được tạo ra trước đây, khi ông đã tạo ra một Maria trẻ trung và xinh đẹp, thay vì là một phụ nữ lớn tuổi khoảng 50 tuổi.
Các dấu vết của đóng đinh chỉ giới hạn ở các dấu đóng đinh rất nhỏ và một dấu hiệu vết thương ở sườn của Chúa Giêsu.
Khuôn mặt của Chúa Kitô không toát ra dấu hiệu của sự đau khổ. Michelangelo không muốn phiên bản Pietà của mình đại diện cho cái chết, mà là để thể hiện "tầm nhìn tôn giáo về sự ruồng bỏ và khuôn mặt thanh thản của người con", vì thế đại diện cho sự hiệp thông giữa con người và Thiên Chúa bởi sự thánh hóa qua Chúa Kitô.
Khi Michelangelo bắt đầu tạo ra tác phẩm của mình, ông muốn tạo ra một tác phẩm mà ông mô tả là "hình ảnh của trái tim".

## Sự trẻ trung của Maria
Đối với mẹ của một đứa con trai khoảng 33 tuổi, nhân vật  Maria được thể hiện rất trẻ, dù điều này không phải là hiếm trong các mô tả về Cuộc thương khó của Giêsu vào thời điểm đó. Đã có nhiều cách giải thích khác nhau đã được đề xuất cho điều này. Một là sự trẻ trung của Maria tượng trưng cho sự thuần khiết không thể chối cãi của bà, như chính Michelangelo đã nói với đồng nghiệp của mình là nhà điêu khắc Ascanio Condivi, người cũng là người viết tiểu sử của ông:
Anh có biết rằng những người phụ nữ trong trắng luôn luôn tươi tắn hơn nhiều so với những người không trong trắng? Liệu trong trường hợp của Đức Trinh nữ, người chưa bao giờ phải nếm trải dục vọng, thì cơ thể của bà đã thay đổi được bao nhiêu?

Một lời giải thích khác cho thấy cách đối xử của Michelangelo đối với chủ đề này bị ảnh hưởng bởi niềm đam mê của ông đối với Divina Commedia: ông đã quen thuộc với công việc mà khi ông đến Bologna, ông đã trả tiền cho sự hiếu khách bằng cách đọc những câu thơ từ đó. Trong Paradiso (cantica 33 của bài thơ), Thánh Bernard, trong một lời cầu nguyện cho Đức Trinh Nữ Maria, đã nói "Vergine madre, figlia del tuo figlio" (Đức mẹ đồng trinh, con gái của con trai người). Điều này được nói bởi vì Chúa Kitô là một trong ba nhân vật của Ba Ngôi, Maria sẽ là con gái của ông, nhưng cũng chính bà là người sinh ra ông.

## Lịch sử sau khi hoàn thành
Sau khi được hoàn thành, ngôi nhà đầu tiên của Pietà là Nhà nguyện Santa Petronilla, một lăng mộ La Mã nằm ở gần cánh ngang phía nam của Vương cung thánh đường Thánh Phêrô, nhà nguyện mà vị Hồng y đã lựa chọn làm nơi chôn cất mình. Nhà nguyện đã bị dỡ bỏ bởi Donato Bramante khi ông xây dựng lại Vương cung thánh đường. Theo Giorgio Vasari, thì Michelangelo sau khi hoàn thành việc sắp đặt bức tượng vào vị trí đã vô tình nghe được một người nhận xét (hoặc ông đã giả vờ hỏi du khách về nhà điêu khắc) cho rằng người tạo ra bức tượng lại là Cristoforo Solari. Sau khi nghe được điều này đã chạm khắc dòng chữ MICHAELA[N]GELUS BONAROTUS FLORENTIN[US] FACIEBA[T] (nghĩa là "Michelangelo Buonarroti xứ Firenze, đã tạo nên [tác phẩm] này") lên trên khăn quàng vai, dọc trên ngực của Đức Mẹ. Kiểu ký tên đã được các nhà điêu khắc Hy Lạp cổ đại như Polykleitos hay Apelles sử dụng. Theo lời kể cũng của Giorgio Vasari, thì Michelangelo đã hối hận khi ký tên vào tác phẩm và vì sự bồng bột tuổi trẻ đã phá vỡ vẻ đẹp thuần khiết trang trọng của "Pietà" và thề sẽ không bao giờ ký tên trên một tác phẩm nào khác nữa. Và đúng như vậy, đây cũng là lần đầu tiên và lần duy nhất mà Michelangelo khắc tên lên tác phẩm của mình.
Vào năm 1964, tác phẩm Đức Mẹ sầu bi đã được Vatican cho Hội chợ thế giới New York 1964–65 mượn để trưng bày nó trong lều Vatican. Francis Cardinal Spellman, người đã xin phép Giáo hoàng Gioan XXIII sử dụng bức tượng, đã bổ nhiệm Edward M. Kinney, Giám đốc thu mua và vận chuyển các dịch vụ cứu trợ Công giáo - USCC, đứng đầu các đội vận tải của Vatican. Mọi người đứng xếp hàng hàng giờ chỉ để nhìn thoáng qua tác phẩm điêu khắc di chuyển qua trên băng chuyền. Tác phẩm đã được trả lại cho Vatican sau khi hội chợ kết thúc.
Đức Mẹ sầu bi từng bị phá hoại nghiêm trọng năm 1972, một kẻ vô danh khi tham quan đã bất ngờ dùng búa tấn công bức tượng, khiến tay trái và sống mũi của Đức Mẹ bị vỡ thành nhiều mảnh. Phải mất 10 tháng làm việc liên tục với từng mảnh vỡ nhỏ nhất tìm được, các nhà phục chế đã trả lại vẻ nguyên trạng cho Đức Mẹ sầu bi. Hiện nay, có 3 lớp kính chống đạn bao quanh tác phẩm tại nhà thờ Thánh Phêrô, đảm bảo an toàn tuyệt đối cho nó.